# Disonycha discoidea
Disonycha discoidea är en skalbaggsart som först beskrevs av Fabricius 1792.  Disonycha discoidea ingår i släktet Disonycha och familjen bladbaggar. Inga underarter finns listade i Catalogue of Life.